# Оддрун (скандинавская мифология)
Оддрун (др.исл. Oddrun) — дочь гуннского конунга Будли (скандинавская мифология), сестра Атли и Брюнхильд, героиня «Старшей Эдды».

## История Оддрун
После самоубийства Брюнхильд Оддрун стала возлюбленной её мужа Гуннара из рода Гьюкунгов, как и предсказывала, умирая, Брюнхильд. Гуннар сватался к Оддрун, но Атли не отдал её. Тогда Гуннар взял в жены Глаумвер, но они с Оддрун все равно продолжали любить друг друга, и Атли это заметил.
Когда Атли захватил Хегни и Гуннара, Оддрун была в гостях у некого Гейрмунда. По приказу Атли у Хегни вырезали сердце, а Гуннара бросили в змеиный ров. Гуннар стал играть на арфе, чтобы позвать на помощь Оддрун (в других песнях Старшей Эдды Гуннар играет на арфе, чтобы показать презрение к смерти), но она не успела помочь ему, прежде чем он умер. Также известно, что Оддрун помогла разродиться Боргню, возлюбленной Вильмунда (убийце Хегни).
В Старшей Эдде Оддрун посвящена отдельная песнь, «Плач Оддрун» (др.исл. Oddrunarkviđa или Oddrunargratr). Эта песнь имеет характер элегии, и её обычно относят к поздним эддическим песням.